# Paralimnus smithtoniensis
Paralimnus smithtoniensis är en insektsart som beskrevs av Evans 1938. Paralimnus smithtoniensis ingår i släktet Paralimnus och familjen dvärgstritar. Inga underarter finns listade i Catalogue of Life.